# Johan Henric Kellgren
Johan Henric Kellgren, švedski pesnik, kritik in akademik, * 1. december 1751, † 1795.
1. 1 2  Johan Henric Kellgren — 1917.
2. 1 2  Houe P. Encyclopædia Britannica
3. ↑  Johan Henric Kellgren